# 森島修太郎
森島 修太郎（もりしま しゅうたろう、1848年 - 1910年）は、日本の会計学者、教育者。商法講習所（現一橋大学）の第1期卒業生であり、後身の高等商業学校教授を務めた。

## 人物・経歴
和歌山県出身の東京府士族で、慶應義塾を経て、明治8年（1875年）に商法講習所（現一橋大学）に入学し、明治10年（1877年）3月に成瀬隆蔵とともに同所の第1回卒業生となった。ウィリアム・コグスウェル・ホイットニーの門下生として、卒業翌月の同年4月には同期の成瀬とともに商法講習所の助教心得に就任し、簿記を担当し、同年9月には助教となった。
明治11年（1878年）3月、助教を辞職し、同期の成瀬が助教となった。同年4月、三菱に入社。三菱商業学校の運営に参加し、同校で教鞭を執り、その後三菱本店副支配人を務めたが、明治18年（1885年）12月に退社した。明治20年（1887年）には母校商法講習所の後身である高等商業学校（現一橋大学）教諭と兼任で高等商業学校幹事となり、奏任官四等に叙され、文部省文官普通試験委員にも就任した。
明治23年（1890年）には同期の成瀬とともに高等商業学校教授に任じられ、奏任官三等及び正七位に叙された。明治24年（1891年）には高等商業学校附属主計学校主事を命じられ、従六位に叙された。明治25年（1892年）4月に、同期の成瀬とともに非職高等商業学校教授となり、明治26年（1893年）3月まで農商務省より商工業に関する調査の嘱託を受け、4月に退官し、日本海陸保険支配人に就任。
日本の簿記導入史において、森島の著書である『簿記学例題』や『簿記学第壱』は、アメリカ合衆国の会計学者であるE.G.フォルソムの「受渡説」を日本に紹介した最初の簿記書であり、後の日本の会計理論に大きな影響を与えた。また、彼の著書『三菱商業学校簿記学階梯』や『民間簿記学』、『簿記学例題』は文部省検定済教科書になるなどした。別名森島 脩一郎。

## 親族
長女の和歌は米田實の妻となった。

## 著書
- 『簿記学例題』森島修太郎、明治11年（1878年）10月[19]
- 『簿記学階梯』（森下岩楠と共著）、森下岩楠他、明治11年（1878年）10月[20]
- 『利足一覧表』弘文社、明治12年（1879年）11月[21]
- 『民間簿記学』（森下岩楠と共著）、中近堂、明治17年（1884年）8月[22]
- 『簿記学例題』弘文社、明治20年（1887年）11月[23]
- 『簿記学』金港堂、明治24年（1891年）7月[24]